# Michael Lassel
Michael Lassell
Nascido em 15 de julho de 1947 (76 anos)
Formação: 
- Colgate University (1969)
- Phi Beta Kappa (1969)
- California Institut of the Arts (1973)
- Yale School of Drama (1976)

Ocupações: escritor, editor, poeta.
Anos em atividade: década de 1980-presente
Filiação: Michael Joseph Lassell, Catherine Lassell
Michael Lassell (nascido em 15 de julho de 1947, em Nova York ) é um escritor, editor e poeta americano, mais conhecido por suas contribuições nas áreas de design, viagens, artes, teatro da Broadway e estudos LGBTQIAP+ . 

## Biografia
Primeiros anos de vida
Nascido em 15 de julho de 1947, filho de Michael Joseph Lassell (1917–2006) e Catherine Lassell (1920–2015), Lassell cresceu no Brooklyn, Nova York, mudando-se mais tarde para New Hyde Park, Nova York, quando tinha 3 anos. 
Formação e início de carreira
Lassell se formou na Great Neck South High School em 1965. Após isso,estudou na Colgate University, obtendo seu diploma de bacharel em 1969, e se formou Phi Beta Kappa, cum laude, com especialização em Inglês no mesmo ano. Mais tarde, ele obteve um MFA . do California Institute of the Arts em 1973 e um segundo da Yale School of Drama em 1976. Lassell retornou ao California Institute of the Arts para se tornar professor na School of Theater and Division of Criticism Studies de 1976 a 1978. 
A produção literária de Lassell inclui poesia, contos, ensaios e resenhas, que foram publicados em jornais, revistas, livros, periódicos e antologias tanto nos Estados Unidos quanto em outros lugares. Estas obras foram traduzidas para idiomas como francês, holandês, espanhol, alemão, catalão e braille. Seu poema antologizado How to Watch Your Brother Die foi escrito durante o início da epidemia da AIDS .
Lassell trabalhou como editor-chefe da revista LA Style na década de 1980 e também da revista Interview em 1990, como crítico de teatro para o jornal Los Angeles Herald Examiner e LA Weekly , e como diretor de artigos da revista Metropolitan Home de 1991 a 2009. 
Vida pessoal
Michael Lassell mora atualmente em Los Angeles, Califórnia, desde 1976. 

## Premiações
- Prêmio John Gassner de Crítica (1976) [1]
- <a href="https://en.wikipedia.org/wiki/Lambda_Literary_Award_for_Gay_Poetry" rel="mw:ExtLink" title="Lambda Literary Award for Gay Poetry" class="cx-link" data-linkid="110"><i>Lambda Literary Award for Gay Poetry</i></a> para Dança da Década (1990) [3]
- Indicação: Prêmio Literário Lambda de Poesia por A Flame for the Touch That Matters (1998), The World in Us: Lesbian and Gay Poetry of the Next Wave (2001)
- Prêmio Lowell da <i>Society of American Travel Writers Foundation</i>, Medalha de Ouro por Nossa Campanha Europeia (1999) [4]